# Phylloscirpus boliviensis
Phylloscirpus boliviensis är en halvgräsart som först beskrevs av Manuel Barros, och fick sitt nu gällande namn av Dhooge och Paul Goetghebeur. Phylloscirpus boliviensis ingår i släktet Phylloscirpus och familjen halvgräs. Inga underarter finns listade i Catalogue of Life.